# Union des syndicats des ouvriers et employés de Nouvelle-Calédonie
L'Union des syndicats des ouvriers et employés de Nouvelle-Calédonie (USOENC) est un syndicat néo-calédonien fondé en 1968. Il s'agit du premier syndicat néo-calédonien en importance (avant l'USTKE, dominant tout particulièrement dans le secteur privé : cf. élections de 2007 et 2008, ). Il compte 4780 adhérents. Il est lié à la CFDT par un contrat de coopération. L'USOENC est membre de la Confédération syndicale internationale. 
Didier Guénant-Jeanson a été élu secrétaire général lors du congrès de 1998. Il a été réélu en 2003, en 2007 et en 2011 pour des mandats de quatre ans. Après dix-sept ans à la tête de cette confédération syndicale, il est remplacé en 2015 par Milo Poaniewa, jusque-là secrétaire général du SOENC Nickel.

## Historique
L'USOENC est née le 1er juillet 1968 de la fusion entre le Syndicat des ouvriers et employés de Nouvelle-Calédonie (SOENC), lui-même créé en 1965 par des ouvriers de la Société Le Nickel (SLN) menés notamment par Gilbert Drayton, Roland Caron ou Jean-Pierre Aïfa, et les centrales syndicales des dockers et de la manutention portuaire.
Voici la liste des secrétaires généraux :
- 1969 - 1978 : Gilbert Drayton
- 1978 - 1992 : Guy Mennesson
- 1992 - 1998 : Gaston Hmeun
- 1998 - 2015 : Didier Guénant-Jeanson
- 2015 -  2022 : Milo Poaniewa
- 2022 : Jean-Marc BURETTE

Pour Didier Guénant-Jeanson, l'esprit de USOENC a émergé lors de la manifestation du 22 février 1956, qui a rassemblé 3000 personnes à Nouméa et qui revendiquait la parité des salaires entre Européens et non-Européens,.

## Composition
L'USOENC réunit plusieurs syndicats sectoriels, presque tous appelés Syndicats des ouvriers et employés de Nouvelle-Calédonie (SOENC) :
- SOENC BTP, Industries, Énergie,
- SOENC Banques - Finances,
- Syndicat des agents de maîtrise de Nouvelle-Calédonie (SAM-NC),
- SOENC Santé,
- SOENC Retraites,
- Syndicat du primaire, du secondaire et du technique de l'enseignement privé (SyPSTEP) ou SOENC Enseignement,
- SOENC Fonction Publique,
- SOENC Commerce,
- SOENC Transport,
- SOENC Nickel.